# Nefttjala
Nefttjala är ett distrikt i Azerbajdzjan. Det ligger i den sydöstra delen av landet, 140 km sydväst om huvudstaden Baku. Antalet invånare är 75 356. Arean är 1 451 kvadratkilometer.
Terrängen i Nefttjala är mycket platt.
Följande samhällen finns i Nefttjala:
- Neftçala
- Severo-Vostotchnyi Bank
- Aşağı Surra
- Sovetabad
- Xıllı
- Xol Qarabucaq
- Xol Qaraqaşlı
- Yuxarı Qaramanlı
- Kachakkend
- Aşağı Qaramanlı
- Tatarmagla
- Birinci Nömräli Mayak
- Yeniqışlaq
- İkinci Nömräli Mayak

Trakten runt Nefttjala består i huvudsak av gräsmarker. Runt Nefttjala är det ganska tätbefolkat, med 86 invånare per kvadratkilometer.